# Jan Tkaczyk

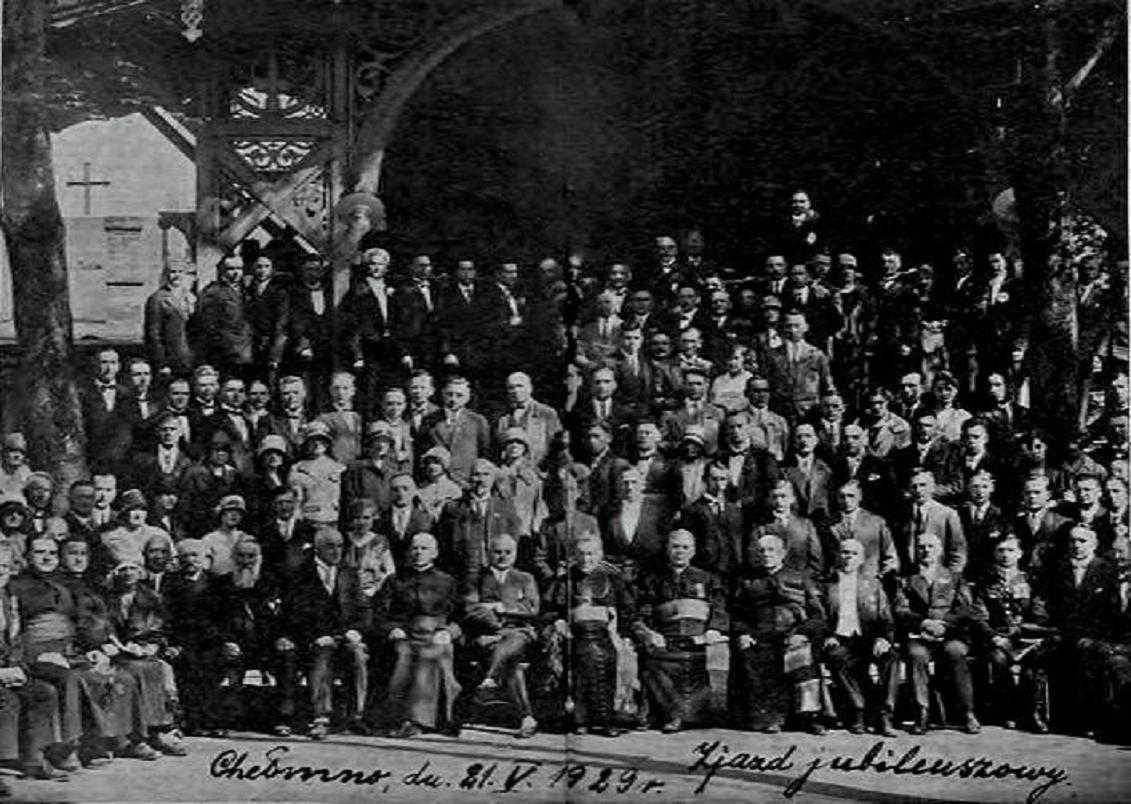
Pamiątkowa fotografia uczestników 10. Jubileuszowego Zjazdu Nauczycielstwa Pomorskiego w Chełmnie. Jan Tkaczyk siedzi piąty od prawej.

Jan Tkaczyk (ur. 11 stycznia 1858 w Leśnej Jani, zm. 7 maja 1945 w Grudziądzu) – nauczyciel, działacz społeczny, filomata pomorski, pszczelarz.

## Życiorys
Jan Tkaczyk przyszedł na świat w rodzinie Walentego, kowala, i Zofii Moniki z Hinzów. Miał dwoje młodszego rodzeństwa: zmarłą w wieku trzech lat siostrę Weronikę oraz brata Ludwika. Uczęszczał do szkoły ludowej w Kościelnej Jani, a od 1872 r. do 1875 r. w Nowem. W latach 1875–1878 był uczniem Katolickiego Seminarium Nauczycielskiego w Grudziądzu, gdzie należał do tajnej organizacji samokształceniowej. Ten okres tak zapisał się w jego pamięci: 

Od roku 1873 w konsekwencji praw majowych, istniało w zakładzie tajne zrzeszenie uczniów polskich II. I I (najwyższej) klasy, z każdej może po 15, trudniących się czytaniem i wykładami z historji i literatury polskiej. Staliśmy w porozumieniu z instytucją naukową im. Karola Marcinkowskiego. Na podstawie przesyłanej nam lektury przez ks. Kujota z Pelplina opracowywaliśmy stawione nam tematy. Opracowania te honorowano pod tytułem stypendjów od 3 do 6 marek (naówczas dużo pieniędzy). Pierwszy raz nie zarobiłem nic, drugi raz 3, a trzeci raz 4 marki. Moja gwara kociewiacka oczywiście na więcej nie zasłużyła, ale radość była wielka. Przypadkowo taka praca dostała się do rąk naszego dyrektora ks. Jordana, Warmjaka. Przeląkł się, dowiedziawszy się wszystkiego. Nie wykorzystał jednak stanowiska swego dla naszej zguby. Musieliśmy mu przyrzec, że zrzeszenie nasze natychmiast rozwiążemy i o tem poufnie doniesiemy ks. Kujotowi. Jako ekwiwalent za stracone stypendja otrzymaliśmy ostatecznie do podziału dla wszystkich związkowców 50 marek.

W 1878 r. zdał maturę. W tym samym roku objął stanowisko II nauczyciela w szkole ludowej w Lisewie. W latach 1879–1922 pracował jako I nauczyciel (kierownik) w szkole ludowej w Linówcu. Tam też sprawował urząd wójta, a także pełnił funkcję zastępcy urzędnika USC w wójtostwie Linówiec oraz zastępcy sędziego rozjemczego w obwodzie Wabcz.

Był założycielem i długoletnim prezesem Katholischer Lehrerverein na powiat chełmiński. Dnia 24 listopada 1918 r. wziął udział w zebraniu stowarzyszenia, podczas którego został zgłoszony wniosek o natychmiastowe rozpoczęcie nauczania języka polskiego we wszystkich oddziałach szkół powszechnych z większością dzieci polskich. Petycję przygotowaną w tej sprawie przesłano do pruskiego ministra oświaty. Mimo nieuzyskania jakiejkolwiek odpowiedzi zamiar ten zaczęto wprowadzać w życie. Dziewiętnaście lat później Tkaczyk napisał:

W pamiętnym tym posiedzeniu brali udział żyjący jeszcze nauczyciele: Nowicki ojciec i syn, Streński ojciec i syn, Tkaczyk ojciec i syn (syn na urlopie w uniformie pruskiego oficera), Cieszyński, Seyda, Wiecki, Żelewski, Talaśka, Nowak, Lipiński, Henke, Trowski, prof. Malotka i inni, których nazwisk już nie pamiętam.  W otwartym głosowaniu oświadczyło się za wnioskiem 17, przeciw 7. Wnioskodawcę pociągnięto urzędowo do odpowiedzialności.

Nieco ponad miesiąc później (26 grudnia 1918 r.) Marian Żelewski – nauczyciel z Gorzuchowa -zorganizował zjazd polskich nauczycieli w Lisewie. Wśród przybyłych znalazł się również Jan Tkaczyk. Postanowiono wówczas założyć Towarzystwo Nauczycieli Polaków w Ziemi Chełmińskiej – pierwszą taką organizację na Pomorzu. Zebrani postawili sobie za główne cele: czuwanie nad wychowaniem młodzieży szkolnej pod względem religijnym i narodowym, udoskonalanie sposobów i środków nauczania oraz popieranie zagadnień stanu nauczycielskiego.
Kolejne posiedzenie Towarzystwa odbyło się 26 stycznia 1919 roku w Kornatowie. Jednym z jego głównych  punktów były wybory nowego zarządu. W wyniku przeprowadzonego głosowania Tkaczyk został prezesem. Przyznano także dwa tytuły członka honorowego. Otrzymali je: ks. dr Zygmunt Rogala – proboszcz parafii farnej i przewodniczący Komisji Szkolnej w Chełmnie – oraz dr Paweł Ossowski – prawnik, przewodniczący Rady Ludowej w Chełmnie. Siedzibą Towarzystwa został Hotel Centralny w Chełmnie, a organem prasowym chełmiński „Nadwiślanin”.
Dnia 14 września 1919 roku Tkaczyk uczestniczył w zjeździe towarzystw nauczycielskich w Grudziądzu. W obradach wzięło udział 150 delegatów, a wśród nich m.in. Wanda Szuman, ks. Paweł Nowicki czy Wiktor Kulerski. Ten ostatni wygłosił mowę powitalną, w której podkreślił epokowe znaczenie tego wydarzenia dla pomorskiej oświaty.  Owocem zjazdu było powstanie Związku Towarzystw Nauczycieli Polaków Katolików Województwa Pomorskiego z siedzibą w Grudziądzu.  Tkaczyk – obrany wcześniej marszałkiem zjazdu – stanął na czele piętnastoosobowego zarządu nowo powstałej organizacji.  Z funkcji tej zrezygnował 15 listopada 1920 roku, podając za powód odległość dzielącą miejsce zamieszkania od siedziby Związku. Do tego czasu odbył liczne podróże służbowe w sprawach organizacji szkolnictwa, współpracując w tym zakresie z dr. Józefem Łęgowskim, Teofilem Błeńskim, dr. Teofilem Zegarskim. Brał też udział w pracach Komisji Szkolnej w Toruniu. Również w 1920 roku wystartował w wyborach uzupełniających do Sejmu Ustawodawczego, lecz bez powodzenia.
W 1922 r. został rektorem szkoły powszechnej w Grudziądzu (15 lutego 1923 r. nadano szkole imię Tadeusza Kościuszki). Był prezesem miejscowego oddziału Stowarzyszenia Chrześcijańsko Narodowego Nauczycielstwa Szkół Powszechnych oraz od 29 maja 1928 r. członkiem honorowym tegoż stowarzyszenia na Okręg Pomorski. Od 1925 r. zasiadał w Komisji Rewizyjnej Miejskiego Oddziału Pomorskiej Ligi Obrony Powietrznej Państwa w Grudziądzu. Działał w zarządach: grudziądzkiego Koła Przyjaciół Harcerzy, Grudziądzkiego Oddziału Pomorskiego Towarzystwa Opieki nad Dziećmi, Towarzystwa Upiększania Miasta, Towarzystwa Krajoznawczego, Kurkowego Bractwa Strzeleckiego w Grudziądzu. Współorganizował wiele akcji społecznych jak np. Tydzień Akademicki (1924) itp.
Tkaczyk był zapalonym pasjonatem pszczelarstwa i ogrodnictwa. Posiadał jedną z największych pasiek w powiecie chełmińskim, liczącą 50 pni. Po przeprowadzce do Grudziądza brał udział w pracy tamtejszego Towarzystwa Pszczelniczego, którego był prezesem (1924–1927), a później z racji zasług – prezesem honorowym (od 3 kwietnia 1927 r.). Zasiadał w zarządzie Związku Towarzystw Pszczelniczych na Pomorzu. Jako delegat uczestniczył w zjazdach Związku Towarzystw Pszczelniczych Rzeczypospolitej Polskiej. W 1927 r. został wybrany przewodniczącym komitetu na rzecz utworzenia ogrodu botanicznego w Grudziądzu. W 1929 r. wraz ze Stefanem Wodwudem założył Towarzystwo Ogródków Działkowych im. Tadeusza Kościuszki.

## Rodzina
W lipcu 1879 r. Jan Tkaczyk poślubił Kazimierę Kornelię z Kanieckich – córkę kierownika szkoły w Pniewitem. Z tego związku przyszło na świat piętnaścioro dzieci, z których sześcioro zmarło w niemowlęctwie, a jeden z synów – Leon – zginął na froncie rumuńskim w czasie I wojny światowej. Sędziwego wieku dożyły trzy córki i pięciu synów, a wśród nich pierworodny Egon (1886 – 1973) – ceniony pedagog i działacz społeczny oraz najmłodszy Jan (1901 – 1987) – nauczyciel, harcerz, działacz Związku Polaków w Niemczech.

## Odznaczenia
- Złoty Krzyż Zasługi[21].
- Pro Ecclesia et Pontifice (w 1928 roku)[6]
- Odznaka Frontu Pomorskiego („za zasługi oddane szkolnictwu w czasie objęcia Pomorza”)[6]
- Odznaka „Za Ofiarną Pracę” („za gorliwe spełnianie funkcji wójta i naczelnika gminy”)[6]
- Złoty medal Pomorskiej Izby Rolniczej (w 1938 r. "za wybitną pracę społeczną w pszczelarstwie")[22].